# منتخب المغرب لكرة القدم للسيدات تحت 17 سنة
منتخب المغرب لكرة القدم للسيدات تحت 17 عاما والملقب أيضا بلبوات الأطلس، هو فريق كرة قدم للشباب يعمل تحت رعاية الجامعة الملكية المغربية لكرة القدم. ويتمثل الهدف من المنتخب الأساسي هو تطوير اللاعبات استعدادا لمنتخب المغرب الوطني لكرة القدم للسيدات. في يونيو 2022، تأهل الفريق لكأس العالم للسيدات تحت 17 سنة لكرة القدم 2022 التي تقام في الهند، ليصبح أول فريق شمال أفريقي يتأهل إلى النهائيات.